# پرامیلا آیپا
پرامیلا آیپا (انگلیسی: Pramila Aiyappa؛ زادهٔ ۸ مهٔ ۱۹۷۷) ورزشکار دو و میدانی اهل هند است.